# Boeing E-6 Mercury
Boeing E-6 Mercury – amerykański samolot dowodzenia, łączności i retransmisji sygnałów radiowych. Używany przez United States Navy do łączności z atomowymi okrętami podwodnymi, nosicielami rakietowych pocisków balistycznych oraz lądowymi siłami jądrowymi. Samolot powstał w oparciu o konstrukcje płatowca Boeing 707-320.

## Historia
Maszyna powstała na zamówienie amerykańskiej marynarki wojennej w celu zastąpienia używanych EC-130Q. Samoloty te były częścią systemu TACAMO, odpowiedzialnego za zapewnienie łączności z okrętami podwodnymi posiadającymi na swoich pokładach balistyczne pociski rakietowe z głowicami jądrowymi. Do nowych zadań przystosowany został pasażerski Boeing 707. Firma Boeing miała już doświadczenie w przeprowadzaniu tego typu konwersji, budując samolot Boeing E-3 Sentry, również oparty na Boeingu 707. Gotowy prototyp oznaczony jako E-6A Hermes wzniósł się do swojego dziewiczego lotu 19 lutego 1987 roku. W lipcu 1988 roku maszyna została przekazana marynarce w celu kontynuowania badań samolotu. W sierpniu 1989 roku samolot wszedł do służby operacyjnej w dywizjonie VQ-3, a w styczniu 1991 roku w dywizjonie VQ-4. W tym samym roku zmieniono oznaczenie samolotów na E-6A Mercury. Do końca 1992 roku Boeing dostarczył US Navy szesnaście zamówionych maszyn. W latach 1997–2006 wszystkie maszyny zmodernizowano do wersji E-6B. Modernizacja polegała na wymianie jednostek napędowych, instalacji nowej, cyfrowej awioniki oraz nowych stanowisk dowodzenia i łączności. W 2010 roku rozpoczęto generalne remonty struktury samolotów E-6. Dzięki temu maszyn będą mogły teoretycznie pozostać w służbie aż do roku 2040. Pierwszy ze zmodernizowanych w ten sposób samolotów został zaprezentowany 15 czerwca 2010 roku w Tinker Air Force Base w Oklahomie. W bazie mieszczą się warsztaty odpowiedzialne za remonty samolotów.

## Służba
Samoloty znajdują się na stanie jednostek VQ-3 i VQ-4 wchodzących w skład Strategic Communications Wing One z Tinker Air Force Base w Oklahomie. Maszyny operują również z Travis Air Force Base położonej w Kalifornii oraz Naval Air Station Patuxent River w stanie Maryland. Obie jednostki wchodzą w skład systemu TACAMO (Take Charge and Move Out). Ich zadaniem jest utrzymywanie łączności z atomowymi okrętami podwodnymi, nosicielami rakiet balistycznych z głowicami jądrowymi. Od października 1998 roku samoloty marynarki przejęły zadania maszyn Boeing EC-135C należących do United States Air Force. Samoloty w ramach zadań określanych kryptonimem Looking Glass odpowiedzialne są za zapewnienie łączności i dowodzeniem wszystkimi komponentami amerykańskich sił jądrowych. Samoloty operujące w ramach Looking Glass na stałe stacjonują w Offutt Air Force Base w Nebrasce.